# 소낙성진눈깨비
적란운에서 비와 눈이 섞여내리는 기상현상으로 천둥ㆍ번개와 용오름을 동반할 때가 있다. 우리나라의 경우 보통은 해기차(대기 하층과 해수면의 온도 차이)로 인해 발달하는 대류운의 영향으로 서해남부의 도서지역이나 제주도에 주로 내리고 세계적으로는 고위도저압대에 위치하여 대류운이 자주 발달하는 시베리아, 유럽 그리고 여름철에 대륙 내부에 열기가 쌓여 열저기압이 발달하는 티베트와 중앙아시아의 고지대에 자주 내린다.